# Чартошови
Чартошови (пол. Czartoszowy) — село в Польщі, у гміні Лопушно Келецького повіту Свентокшиського воєводства.
Населення — 208 осіб (2011).
У 1975-1998 роках село належало до Келецького воєводства.

## Демографія
Демографічна структура на день 31 березня 2011 року:
|          | Загалом | Допрацездатний вік | Працездатний вік | Постпрацездатний вік |
| -------- | ------- | ------------------ | ---------------- | -------------------- |
| Чоловіки | 100     | 19                 | 71               | 10                   |
| Жінки    | 108     | 23                 | 61               | 24                   |
| Разом    | 208     | 42                 | 132              | 34                   |